# إيفان بيبيك
إيفان بيبيك (بالكرواتية: Ivan Bebek)‏ (مواليد 30 مايو 1977) حكم كرة قدم كرواتي. اختاره الاتحاد الدولي لكرة القدم ضمن القائمة الأولية للمشاركة في تحكيم مباريات بطولة كأس العالم لكرة القدم 2010 في جنوب أفريقيا.

## روابط خارجية
- إيفان بيبيك على موقع Soccerway.com (الإنجليزية)